# كلونزيلا
كلونزيلا (بالإنجليزية: Clonezilla)‏ هي برمجية لاستنساخ القرص الصلب واستعادة البيانات والبرمجيات والملفات المخزنة. صمم كلونزيلا بواسطة ستيفن شيو (Steven Shiau) وطور من قبل شركة NCHC Free Software Labs في تايوان.

## كلونزيلا لايف
يتيح كلونزيا لايف للمستخدم استنساخ وسائط تخزين جهاز كمبيوتر واحد، أو قسم واحد على الوسائط، إلى جهاز أخر. يمكن حفظ البيانات المستنسخة كملف صورة أو كنسخة مكررة من البيانات. يمكن حفظ البيانات على جهاز التخزين المرفق محليًا، أو خادوم SSH، أو خادوم Samba، أو مشاركة ملفات NFS. يمكن بعد ذلك استخدام ملف النسخ لاستعادة الأصل عند الحاجة.
لا يدعم كلونزيلا حفظ النسخ عبر الإنترنت حتى الآن، أي يجب فصل القسم الذي سيتم استنساخه. يمكن تشغيل تطبيق كلونزيلا عبر محرك أقراص USB محمول أو قرص مضغوط / DVD-ROM. لا يتطلب كلونزيلا أي تعديل على الكمبيوتر؛ ويعمل البرنامج كنظام تشغيل منفصل.

## خادوم كلونزيلا سيرفر
يستخدم كلونزيلا سيرفر لاستنساخ العديد من أجهزة الكمبيوتر في وقت واحد عبر شبكة. يتم ذلك باستخدام خادوم (Bootless Remote Boot in Linux (DRBL) ومحطات عمل الكمبيوتر التي يمكنها التمهيد من شبكة.

## روابط خارجية
- كلونزيلا على موقع Open Hub (الإنجليزية)
- كلونزيلا على موقع Free Software Directory (الإنجليزية)
- كلونزيلا على موقع Framasoft (الفرنسية)
- كلونزيلا على موقع SourceForge (الإنجليزية)
- الموقع الرسمي
- كلونزيلا على ديسترووتش.